# Philipp Friedrich Hiller

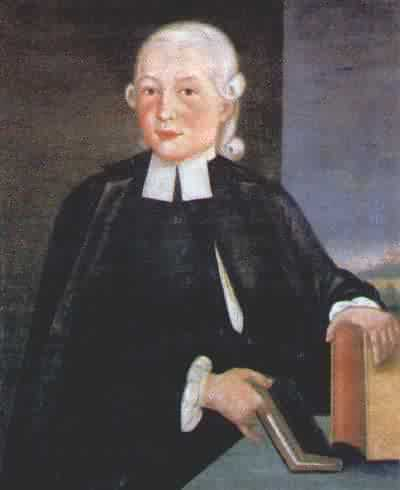
Philipp Friedrich Hiller

Philipp Friedrich Hiller (* 6. Januar 1699 in Mühlhausen an der Enz, heute ein Stadtteil von Mühlacker; † 24. April 1769 in Steinheim am Albuch) war evangelischer Pfarrer in Altwürttemberg und ein bedeutender Kirchenlieddichter des württembergischen Pietismus.

## Leben
Hiller wurde als Sohn eines Pfarrers geboren. Als er zwei Jahre alt war, starb sein Vater. Seine Mutter heiratete 1706 den Bürgermeister von Vaihingen an der Enz, der ihm ein guter Stiefvater war. Ab dem 14. Lebensjahr lernte Hiller in der evangelischen Klosterschule in Denkendorf. Hier gewann der Klosterpräzeptor Johann Albrecht Bengel entscheidenden Einfluss auf Hiller. Ab 1716 war er in der Klosterschule in Maulbronn, ab 1719 studierte er am Theologischen Stift in Tübingen.
Im Anschluss an seine Studien wurde Hiller 1724 Pfarrgehilfe an der Ägidiuskirche in Brettach. Nach drei Jahren kehrte er zu seiner Familie nach Vaihingen zurück. Hier unterrichtete er seinen Bruder und vertrat benachbarte Pfarrer. Anschließend war er eine Zeitlang in Schwaigern Vikar, bevor er 1729 als Hauslehrer nach Nürnberg ging, wo er von 1729 bis 1731 weilte. In die Nürnberger Zeit fällt seine erste dichterische Veröffentlichung: Johann Arndts „Paradiesgärtlein geistreicher Gebete“ in Liedern.
Ende 1731 ging Hiller als Vikar nach Hessigheim am Neckar. Dort lernte er Maria Regina Schickhardt († 1780), eine Tochter des dortigen Pfarrers, kennen, die 1732 seine Frau wurde und mit der er elf Kinder hatte. Von 1732 bis 1736 war er Pfarrer in Neckargröningen bei Ludwigsburg, anschließend in seinem Geburtsort Mühlhausen an der Enz und ab 1748 in Steinheim am Albuch bei Heidenheim. Wegen des geringen Gehaltes und mancherlei Krankheiten innerhalb seiner Familie hatte er große Sorgen um das tägliche Brot. 1751 erkrankte er selbst an einem Halsleiden. Trotz ärztlicher Bemühungen und intensiven Gebets drohte er die Stimme zu verlieren. Wegen der andauernden Heiserkeit musste er die Predigertätigkeit aufgeben. Er behielt sein Amt bei und kümmerte sich um die Seelsorge. Auch hielt er eine sonntägliche Erbauungsstunde in seinem Haus. Für den öffentlichen Dienst nahm er sich einen Vikar.
Seine Söhne konnte er durch die Erkrankung nicht mehr selbst unterrichten und musste sie in entfernte Schulen schicken. Durch seine Krankheit hatte er mehr Zeit für das Bibelstudium und seine dichterischen Arbeiten. Als sein Meisterstück gilt das am 28. August 1755 über Eph 1,21.22 gedichtete Lied „von dem großen Erlöser“: Jesus Christus herrscht als König (EG 123, MG 440, ELKG² der SELK 472). Weithin bekannt wurde auch sein Geistliches Liederkästlein (2 Tle., 1762/1767). Den darin aufgeführten 732 Liedern sind jeweils ein Bibelvers und eine erbauliche Anmerkung vorausgeschickt. In der Vorrede schreibt er: „[Ich machte] über so viele Sprüche, als Tage im Jahr sind, eine kleine Ode, die vornehmlich auf die Anbetung Gottes, auf das Lob seiner Eigenschaften, auf den Ruhm seiner Werke und auf den Dank für seine Wohltaten gerichtet wäre […].“
Hiller starb allen Lebensgefahren und Krankheiten zum Trotz im lebenssatten Alter von 70 Jahren einen schnellen Tod durch einen Schlaganfall.
Ein namhafter Zeitgenosse Hillers, der ihn persönlich kannte, der herzoglich-württembergische Rat und Prälat zu Anhausen, Magnus Friedrich Roos, schrieb über ihn: „ein treuer, begabter Knecht Gottes, der nach der Anweisung Luthers, [...] durch Gebet, Betrachtung und Anfechtung ein erleuchteter Gottesgelehrter geworden ist.“
Die Gemeinde Steinheim hat ihre Verbundschule mit Grundschule, Hauptschule und Realschule sowie eine Straße vor der Peterskirche nach Philipp Friedrich Hiller benannt.

## Gedenktag
25. April im Evangelischen Namenkalender.

## Werke
- Johann Arndts „Paradiesgärtlein geistreicher Gebete“ in Liedern (Nürnberg 1729–1731)
- Die Reyhe der Vorbilder Jesu Christi im Alten Testament in ihrer biblischen Ordnung und Zusammenhang zur Verehrung der göttlichen Weisheit aufgestellt (Stuttgart 1756)
- Geistliches Liederkästlein zum Lobe Gottes, bestehend aus 366 kleinen Oden über so viele biblische Sprüche, Kindern Gottes zum Dienst aufgesetzet (Stuttgart 1762)
- Philipp Friedrich Hiller’s Geistliches Liederkästlein zum Lobe Gottes: bestehend aus 732 kleinen Oden über so viel biblische Sprüche, Kindern Gottes zum Dienst aufgesetzt; in 2 Theilen -Digitalisat bei archive.org
- Betrachtung des Todes, der Zukunft Christi und der Ewigkeit auf alle Tage des Jahrs oder geistliches Liederkästlein zweiter Teil. (Stuttgart 1767)
- Kurze und erbauliche Andachten bey der Beicht und Heil. Abendmahl (Tübingen u. Stuttgart, o. J., wahrscheinl. zw. 1762 und 1767)
- Morgen- und Abendandachten: nach den sieben Bitten des Vaterunser / von Ph. Fr. Hiller

## Vertonungen und Aufnahmen
- Gerhard Schnitter: Mir ist Erbarmung widerfahren. Die schönsten Lieder von Philipp Friedrich Hiller, 2001 Hänssler Verlag